# Campionato mondiale di Formula 1 1996
Il campionato mondiale di Formula 1 1996 organizzato dalla FIA è stata, nella storia della categoria, la 47ª ad assegnare il campionato piloti e la 39ª ad assegnare il campionato costruttori. È iniziata il 10 marzo ed è terminata il 13 ottobre, dopo 16 gare.
Il mondiale piloti è stato vinto per la prima volta dal pilota inglese Damon Hill, figlio di Graham, a sua volta iridato nel 1962 e nel 1968, facendo di essi la prima coppia "padre-figlio" ad aggiudicarsi il titolo di categoria. Il mondiale costruttori è stato vinto dalla Williams.

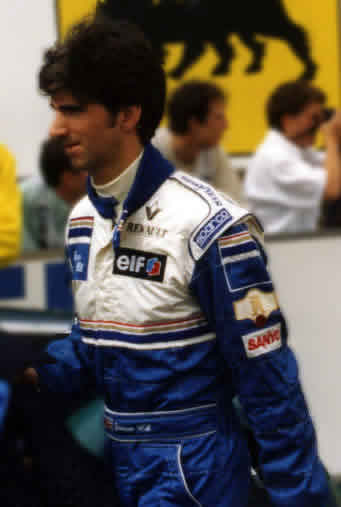
Damon Hill vince il suo primo ed unico titolo mondiale. Suo padre Graham è stato campione del mondo nel e nel.

## La pre-stagione

### Il calendario
Le gare previste per la stagione 1996 scesero da 17 a 16, con l'uscita di scena del Gran Premio del Pacifico.
Il Gran Premio d'Australia abbandonò il vecchio circuito cittadino di Adelaide e si trasferì sul nuovo tracciato semipermanente dell'Albert Park, a Melbourne; quella australiana diventò contestualmente la gara inaugurale del campionato, dopo che per undici anni ne era stata invece la tappa finale. Il Gran Premio d'Europa venne anticipato a fine aprile come quarto appuntamento, mentre, per la prima volta dal 1977 fu il Gran Premio del Giappone a ricoprire il ruolo di gara conclusiva della stagione.
| Gara | Nome ufficiale del Gran Premio       | Circuito                         | Sede         | Data         | Ora    | Ora   | Ora   | Diretta TV |
| Gara | Nome ufficiale del Gran Premio       | Circuito                         | Sede         | Data         | Locale | UTC   | ITA   | Diretta TV |
| ---- | ------------------------------------ | -------------------------------- | ------------ | ------------ | ------ | ----- | ----- | ---------- |
| 1    | Transurban Australian Grand Prix     | Albert Park Circuit              | Melbourne    | 10 marzo     | 14:00  | 03:00 | 04:00 | Italia 1   |
| 2    | Grande Prêmio do Brasil              | Autódromo José Carlos Pace       | San Paolo    | 31 marzo     | 14:00  | 16:00 | 17:00 | Italia 1   |
| 3    | Gran Premio Marlboro de Argentina    | Autódromo Oscar Alfredo Gálvez   | Buenos Aires | 7 aprile     | 14:00  | 16:00 | 17:00 | Italia 1   |
| 4    | Grand Prix of Europe                 | Nürburgring                      | Nürburg      | 28 aprile    | 14:00  | 12:00 | 14:00 | Italia 1   |
| 5    | Gran Premio di San Marino            | Autodromo Enzo e Dino Ferrari    | Imola        | 5 maggio     | 14:00  | 12:00 | 14:00 | Italia 1   |
| 6    | Grand Prix de Monaco                 | Circuito di Monte Carlo          | Monaco       | 19 maggio    | 14:00  | 12:00 | 14:00 | Canale 5   |
| 7    | Gran Premio Marlboro de España       | Circuito di Barcellona-Catalogna | Montmeló     | 2 giugno     | 14:00  | 12:00 | 14:00 | Canale 5   |
| 8    | Grand Prix Molson du Canada          | Circuit Gilles Villeneuve        | Montréal     | 16 giugno    | 13:00  | 17:00 | 19:00 | Italia 1   |
| 9    | Grand Prix de France                 | Circuito di Magny Cours          | Magny-Cours  | 30 giugno    | 14:00  | 12:00 | 14:00 | Italia 1   |
| 10   | British Grand Prix                   | Silverstone                      | Silverstone  | 14 luglio    | 14:00  | 13:00 | 15:00 | Italia 1   |
| 11   | Großer Mobil 1 Preis von Deutschland | Hockenheimring                   | Hockenheim   | 28 luglio    | 14:00  | 12:00 | 14:00 | Italia 1   |
| 12   | Marlboro Magyar Nagydíj              | Hungaroring                      | Mogyoród     | 11 agosto    | 14:00  | 12:00 | 14:00 | Italia 1   |
| 13   | Belgian Grand Prix                   | Circuito di Spa-Francorchamps    | Stavelot     | 25 agosto    | 14:00  | 12:00 | 14:00 | Italia 1   |
| 14   | Pioneer Gran Premio d'Italia         | Autodromo nazionale di Monza     | Monza        | 8 settembre  | 14:00  | 12:00 | 14:00 | Italia 1   |
| 15   | Grande Prémio de Portugal            | Autódromo do Estoril             | Cascais      | 22 settembre | 14:00  | 12:00 | 15:00 | Italia 1   |
| 16   | Fuji Television Japanese Grand Prix  | Suzuka Circuit                   | Suzuka       | 13 ottobre   | 14:00  | 05:00 | 07:00 | Italia 1   |

## Scuderie e piloti

Da destra: l'iridato uscente Michael Schumacher, passato alla guida della Ferrari, qui con il presidente del Cavallino, Luca Cordero di Montezemolo, e Gianni Agnelli durante una giornata di test a Imola.

Con il ritiro della Pacific, le squadre partecipanti al campionato scesero a 11.
Il colpo di mercato più importante lo mise a segno la Ferrari che già dall'estate precedente si era assicurata le prestazioni del tedesco Michael Schumacher, reduce dai due titoli mondiali vinti con la Benetton; al suo fianco fu chiamato come seconda guida il nordirlandese Eddie Irvine proveniente dalla Jordan, che a sua volta confermò Rubens Barrichello, assegnando l'altro sedile al veterano Martin Brundle. Jean Alesi e Gerhard Berger lasciarono pertanto la scuderia di Maranello per trasferirsi in coppia alla Benetton, mentre Johnny Herbert lasciò il team di Enstone in direzione Sauber ove andò ad affiancare Heinz-Harald Frentzen.
La Williams confermò Damon Hill e ingaggiò, come secondo pilota, un altro figlio d'arte, ovvero il canadese Jacques Villeneuve, figlio di Gilles. A sua volta David Coulthard passò alla McLaren dove raggiunse il finlandese Mika Häkkinen, col quale farà coppia fissa per le successive sei stagioni.
Alla Ligier, a fianco del riconfermato Olivier Panis, arrivò il brasiliano Pedro Paulo Diniz proveniente dalla Forti: la scuderia di Alessandria decise così di schierare una formazione tutta italiana (fin qui l'ultimo caso nella storia della categoria) composta da Luca Badoer e Andrea Montermini. Anche la Footwork operò un cambio della guardia completo, affidandosi all'olandese Jos Verstappen e all'esordiente brasiliano Ricardo Rosset.
La Tyrrell confermò Mika Salo e Ukyo Katayama. Infine alla Minardi venne assunto in pianta stabile il portoghese Pedro Lamy, mentre sulla seconda vettura era inizialmente previsto Taki Inoue; tuttavia il giapponese venne appiedato da alcuni sponsor proprio pochi giorni prima dell'inizio della stagione, sicché il team di Faenza fece debuttare al suo posto il collaudatore Giancarlo Fisichella.

### Durante la stagione
Nel corso del campionato avvennero solo due cambi di sedile, entrambi alla Minardi: Fisichella, impegnato contemporaneamente anche nell'International Touring Car Championship con l'Alfa Romeo, cedette infatti il posto al brasiliano Tarso Marques nei Gran Premi di Brasile e di Argentina, e poi all'italiano Giovanni Lavaggi a partire dal Gran Premio di Germania.

### Accordi e fornitori

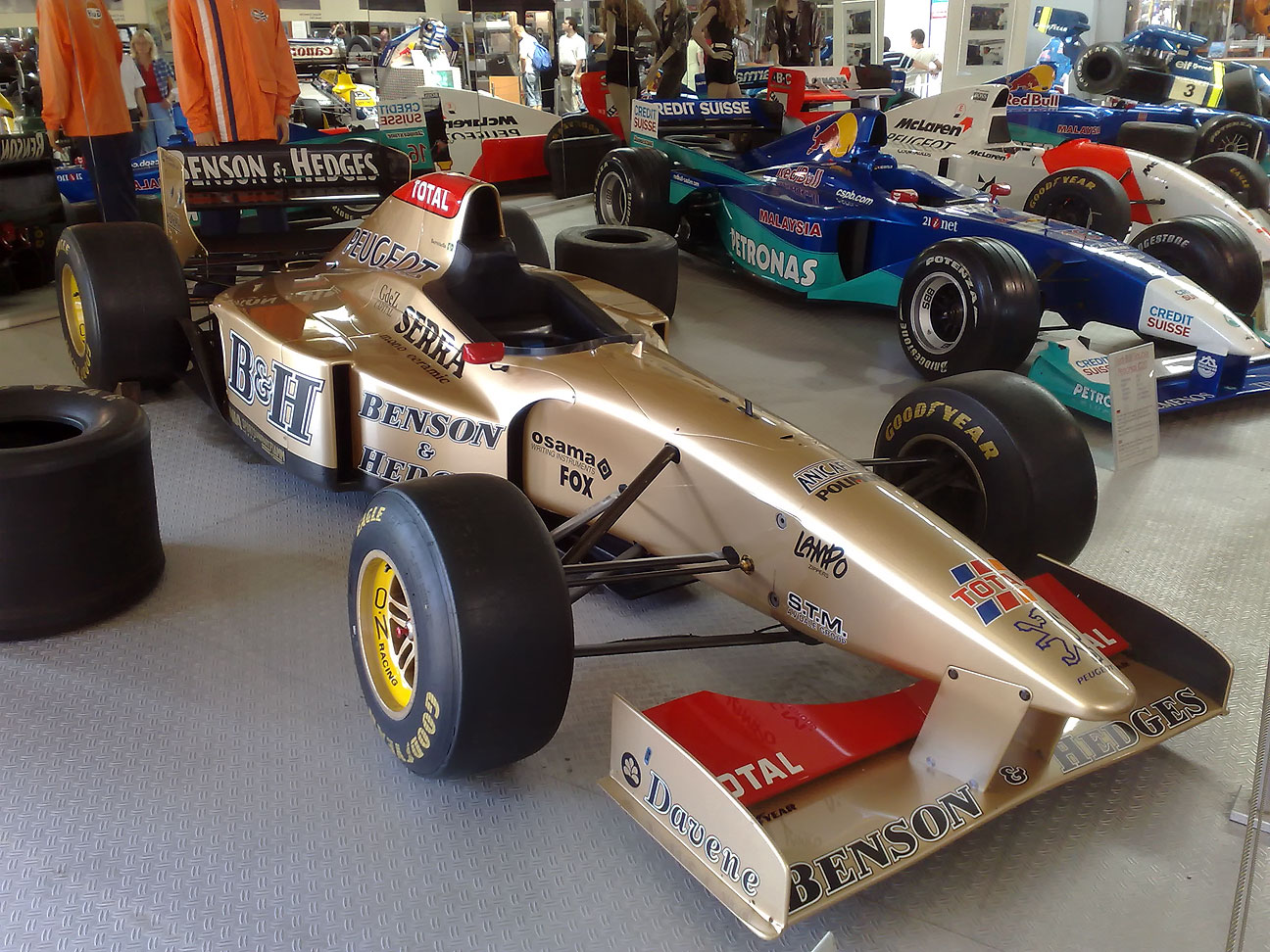
La Jordan 196 portò al debutto la sponsorizzazione Benson & Hedges che accompagnerà il team irlandese fino al 2001, segnandone il periodo più glorioso in pista.

Tutte le scuderie mantennero le stesse motorizzazioni del 1995 e l'unica novità significativa fu l'adozione, da parte della Ferrari, del nuovo motore V10 che sostituì lo storico V12.
La Jordan firmò un importante accordo di sponsorizzazione con la Benson & Hedges che conferí alle vetture una nuova livrea interamente giallo ocra, poi modificata in un giallo-oro a partire dal Gran Premio di Monaco; analogamente le Footwork, dopo aver corso le prime tre gare coi vecchi colori bianco, rosa e blu, si tinsero completamente di rosso grazie al nuovo sponsor Power Horse; a sua volta la Sauber iniziò la collaborazione con la compagnia malese Petronas assumendo così una vivace livrea blu e verde acqua, arricchita dal logo giallorosso della Red Bull. La Gauloises subentrò alla Gitanes come main sponsor della Ligier che mantenne quindi la sua tradizionale colorazione di base blu, ma con le fiancate bianche in virtù del marchio Parmalat portato in dote da Diniz.
La Minardi, invece di schierare una nuova monoposto ufficiale, scelse di utilizzare una versione aggiornata della M195 dell'anno prima, scelta effettuata anche dalla Forti per le prime cinque corse, sebbene la vettura impiegata comparisse in alcune occasioni col nome di FG02; a partire dal Gran Premio di Monaco venne schierata la nuova monoposto ufficiale, la FG03; poco prima del Gran Premio di Spagna, poi, il team piemontese cedette il 51% delle sue quote al gruppo irlandese Shannon sicché le monoposto adottarono i nuovi colori bianco e verde in luogo del precedente giallo: tuttavia l'accordo si rivelerà ben presto una truffa finanziaria, portando alla repentina scomparsa della squadra all'indomani dell'appuntamento di Silverstone.
A partire da questa stagione la Benetton abbandonò la licenza britannica e iniziò a correre con quella italiana.
| Team                        | Costruttore      | Telaio         | Motore                            | Gomme | Nº | Piloti                | GP      | Collaudatore                   |
| --------------------------- | ---------------- | -------------- | --------------------------------- | ----- | -- | --------------------- | ------- | ------------------------------ |
| Scuderia Ferrari            | Ferrari          | F310           | Ferrari 046 3.0 V10               | G     | 1  | Michael Schumacher    | Tutti   | Nicola Larini                  |
| Scuderia Ferrari            | Ferrari          | F310           | Ferrari 046 3.0 V10               | G     | 2  | Eddie Irvine          | Tutti   | Nicola Larini                  |
| Mild Seven Benetton Renault | Benetton-Renault | B196           | Renault RS8 3.0 V10               | G     | 3  | Jean Alesi            | Tutti   | Vincenzo Sospiri Allan McNish  |
| Mild Seven Benetton Renault | Benetton-Renault | B196           | Renault RS8 3.0 V10               | G     | 4  | Gerhard Berger        | Tutti   | Vincenzo Sospiri Allan McNish  |
| Rothmans Williams Renault   | Williams-Renault | FW18           | Renault RS8 3.0 V10               | G     | 5  | Damon Hill            | Tutti   | Jean-Christophe Boullion       |
| Rothmans Williams Renault   | Williams-Renault | FW18           | Renault RS8 3.0 V10               | G     | 6  | Jacques Villeneuve    | Tutti   | Jean-Christophe Boullion       |
| Marlboro McLaren Mercedes   | McLaren-Mercedes | MP4/11 MP4/11B | Mercedes FO 110D 3.0 V10          | G     | 7  | Mika Häkkinen         | Tutti   | Jan Magnussen Ralf Schumacher  |
| Marlboro McLaren Mercedes   | McLaren-Mercedes | MP4/11 MP4/11B | Mercedes FO 110D 3.0 V10          | G     | 8  | David Coulthard       | Tutti   | Jan Magnussen Ralf Schumacher  |
| Ligier Gauloises Blondes    | Ligier-Mugen     | JS43           | Mugen MF-301 HA 3.0 V10           | G     | 9  | Olivier Panis         | Tutti   | Kelvin Burt                    |
| Ligier Gauloises Blondes    | Ligier-Mugen     | JS43           | Mugen MF-301 HA 3.0 V10           | G     | 10 | Pedro Paulo Diniz     | Tutti   | Kelvin Burt                    |
| B&H Total Jordan Peugeot    | Jordan-Peugeot   | 196            | Peugeot A12 EV5 3.0 V10           | G     | 11 | Rubens Barrichello    | Tutti   | Gianni Morbidelli              |
| B&H Total Jordan Peugeot    | Jordan-Peugeot   | 196            | Peugeot A12 EV5 3.0 V10           | G     | 12 | Martin Brundle        | Tutti   | Gianni Morbidelli              |
| Red Bull Sauber Ford        | Sauber-Ford      | C15            | Ford JD Zetec-R 3.0 V10           | G     | 14 | Johnny Herbert        | Tutti   | Norberto Fontana               |
| Red Bull Sauber Ford        | Sauber-Ford      | C15            | Ford JD Zetec-R 3.0 V10           | G     | 15 | Heinz-Harald Frentzen | Tutti   | Norberto Fontana               |
| Footwork Hart               | Footwork-Hart    | FA17           | Hart 830 3.0 V8                   | G     | 16 | Ricardo Rosset        | Tutti   | Kenny Bräck                    |
| Footwork Hart               | Footwork-Hart    | FA17           | Hart 830 3.0 V8                   | G     | 17 | Jos Verstappen        | Tutti   | Kenny Bräck                    |
| Tyrrell Yamaha              | Tyrrell-Yamaha   | 024            | Yamaha OX11A 3.0 V10              | G     | 18 | Ukyo Katayama         | Tutti   | Emmanuel Collard               |
| Tyrrell Yamaha              | Tyrrell-Yamaha   | 024            | Yamaha OX11A 3.0 V10              | G     | 19 | Mika Salo             | Tutti   | Emmanuel Collard               |
| Minardi F1 Team             | Minardi-Ford     | M195B          | Ford EDM2 3.0 V8 Ford EDM3 3.0 V8 | G     | 20 | Pedro Lamy            | Tutti   | Tarso Marques Giovanni Lavaggi |
| Minardi F1 Team             | Minardi-Ford     | M195B          | Ford EDM2 3.0 V8 Ford EDM3 3.0 V8 | G     | 21 | Giancarlo Fisichella  | 1, 4–10 | Tarso Marques Giovanni Lavaggi |
| Minardi F1 Team             | Minardi-Ford     | M195B          | Ford EDM2 3.0 V8 Ford EDM3 3.0 V8 | G     | 21 | Tarso Marques         | 2–3     | Tarso Marques Giovanni Lavaggi |
| Minardi F1 Team             | Minardi-Ford     | M195B          | Ford EDM2 3.0 V8 Ford EDM3 3.0 V8 | G     | 21 | Giovanni Lavaggi      | 11–16   | Tarso Marques Giovanni Lavaggi |
| Forti Corse                 | Forti-Ford       | FG01B FG03     | Ford ECA Zetec-R 3.0 V8           | G     | 22 | Luca Badoer           | 1–10    | Franck Lagorce                 |
| Forti Corse                 | Forti-Ford       | FG01B FG03     | Ford ECA Zetec-R 3.0 V8           | G     | 23 | Andrea Montermini     | 1–10    | Franck Lagorce                 |

## Modifiche al regolamento
Sulla scia di quanto realizzato dalla Sauber fin dal 1994, a partire da questa stagione furono resi obbligatori i bordi rialzati dell'abitacolo, in modo tale da creare una protezione per il capo e il collo dei piloti, riparandoli da bruschi spostamenti laterali che potevano causare gravi conseguenze fisiche. Siffatte protezioni dovevano coprire l'area che si trovava a 150 mm dalla retta congiungente la sommità della presa d'aria situata dietro l'abitacolo e il bordo frontale dell'abitacolo stesso.
Cambiò anche il sistema di qualifiche, riducendo tutto a una sola sessione il sabato, nella quale ciascun pilota poteva effettuare solo 12 giri in pista, inclusi anche quello di lancio e quello di rientro; soprattutto venne introdotta la regola che escludeva dalla corsa i piloti che al sabato avevano fatto segnare un tempo superiore al 107% di quello della pole position. 
Tale sistema rimase in vigore fino a tutto il 2002, mentre il limite del 107% della pole sarebbe poi stato reintrodotto dal 2011.
Il 1996 fu anche il primo anno con un diverso sistema semaforico: da un tradizionale semaforo con passaggio diretto dalle luci rosse a quelle verdi per il via si passò al sistema a 5 lanterne con le luci rosse che si accendevano una alla volta per poi spegnersi tutte insieme dando il via alla corsa. Sopra ciascuna delle 5 lanterne venne prevista anche una seconda luce, di cui 3 di colore giallo alternate con 2 di colore verde: i semafori verdi davano il via al giro di ricognizione, mentre quelli gialli si accendevano lampeggiando per interrompere la procedura in caso di emergenza. Questo sistema è rimasto in vigore fino ad oggi, pur alcune lievi modifiche ai semafori.
Inoltre venne fissato un limite massimo di soli 12 team ammessi al campionato e contestualmente cambiò anche il sistema di numerazione delle vetture: fino al 1995 infatti tutti i team avevano coppie di numeri fissi e ogni anno veniva effettuato solo uno scambio tra la squadra del nuovo campione del mondo, che prendeva i numeri 1 e 2 dal team campione uscente, alla quale consegnava i suoi numeri iridati, usati fino alla stagione precedente. Dal 1996 invece i numeri 1 e 2 andavano sempre alla scuderia per cui correva il pilota campione in carica, mentre le altre coppie di numeri venivano assegnate progressivamente seguendo la classifica costruttori della stagione precedente, continuando però sempre a saltare il numero 13. Tale sistema rimase in vigore fino alla fine del 2013, quando si decise di passare dalla stagione successiva a una numerazione nella quale ogni pilota avrebbe scelto il proprio numero di gara.

## Riprese televisive
Per la prima ed unica volta, l'intera stagione di Formula 1 1996 è stata trasmessa dalle prime due reti Fininvest-Mediaset, con Italia 1 che ha trasmesso 14 gare e Canale 5 le altre due, sia in diretta che in differita all'interno di Grand Prix e Formula 1 '96, due programmi televisivi prodotti entrambi dalla redazione motoristica della R.T.I. Sport con la conduzione e il commento di Andrea De Adamich e Guido Schittone e la partecipazione degli inviati come Claudia Peroni per le interviste ai team principal, ai meccanici ed ai piloti nel pre-gara, durante le prove libere, le qualifiche, il warm-up e la gara e nel post-gara e Giorgio Piola dai box.

## Risultati
| N° | Gran Premio                  | Circuito          | Pole position      | Giro veloce        | Pilota vincitore   | Costruttore      | Resoconto |
| -- | ---------------------------- | ----------------- | ------------------ | ------------------ | ------------------ | ---------------- | --------- |
| 1  | Gran Premio d'Australia      | Melbourne         | Jacques Villeneuve | Jacques Villeneuve | Damon Hill         | Williams-Renault | Resoconto |
| 2  | Gran Premio del Brasile      | Interlagos        | Damon Hill         | Damon Hill         | Damon Hill         | Williams-Renault | Resoconto |
| 3  | Gran Premio d'Argentina      | Buenos Aires      | Damon Hill         | Jean Alesi         | Damon Hill         | Williams-Renault | Resoconto |
| 4  | Gran Premio d'Europa         | Nürburgring       | Damon Hill         | Damon Hill         | Jacques Villeneuve | Williams-Renault | Resoconto |
| 5  | Gran Premio di San Marino    | Imola             | Michael Schumacher | Damon Hill         | Damon Hill         | Williams-Renault | Resoconto |
| 6  | Gran Premio di Monaco        | Monaco            | Michael Schumacher | Jean Alesi         | Olivier Panis      | Ligier-Mugen     | Resoconto |
| 7  | Gran Premio di Spagna        | Montmeló          | Damon Hill         | Michael Schumacher | Michael Schumacher | Ferrari          | Resoconto |
| 8  | Gran Premio del Canada       | Montréal          | Damon Hill         | Jacques Villeneuve | Damon Hill         | Williams-Renault | Resoconto |
| 9  | Gran Premio di Francia       | Magny-Cours       | Michael Schumacher | Jacques Villeneuve | Damon Hill         | Williams-Renault | Resoconto |
| 10 | Gran Premio di Gran Bretagna | Silverstone       | Damon Hill         | Jacques Villeneuve | Jacques Villeneuve | Williams-Renault | Resoconto |
| 11 | Gran Premio di Germania      | Hockenheimring    | Damon Hill         | Damon Hill         | Damon Hill         | Williams-Renault | Resoconto |
| 12 | Gran Premio d'Ungheria       | Hungaroring       | Michael Schumacher | Damon Hill         | Jacques Villeneuve | Williams-Renault | Resoconto |
| 13 | Gran Premio del Belgio       | Spa-Francorchamps | Jacques Villeneuve | Gerhard Berger     | Michael Schumacher | Ferrari          | Resoconto |
| 14 | Gran Premio d'Italia         | Monza             | Damon Hill         | Michael Schumacher | Michael Schumacher | Ferrari          | Resoconto |
| 15 | Gran Premio del Portogallo   | Cascais           | Damon Hill         | Jacques Villeneuve | Jacques Villeneuve | Williams-Renault | Resoconto |
| 16 | Gran Premio del Giappone     | Suzuka            | Jacques Villeneuve | Jacques Villeneuve | Damon Hill         | Williams-Renault | Resoconto |

## Riassunto della stagione

### Gran Premio d'Australia

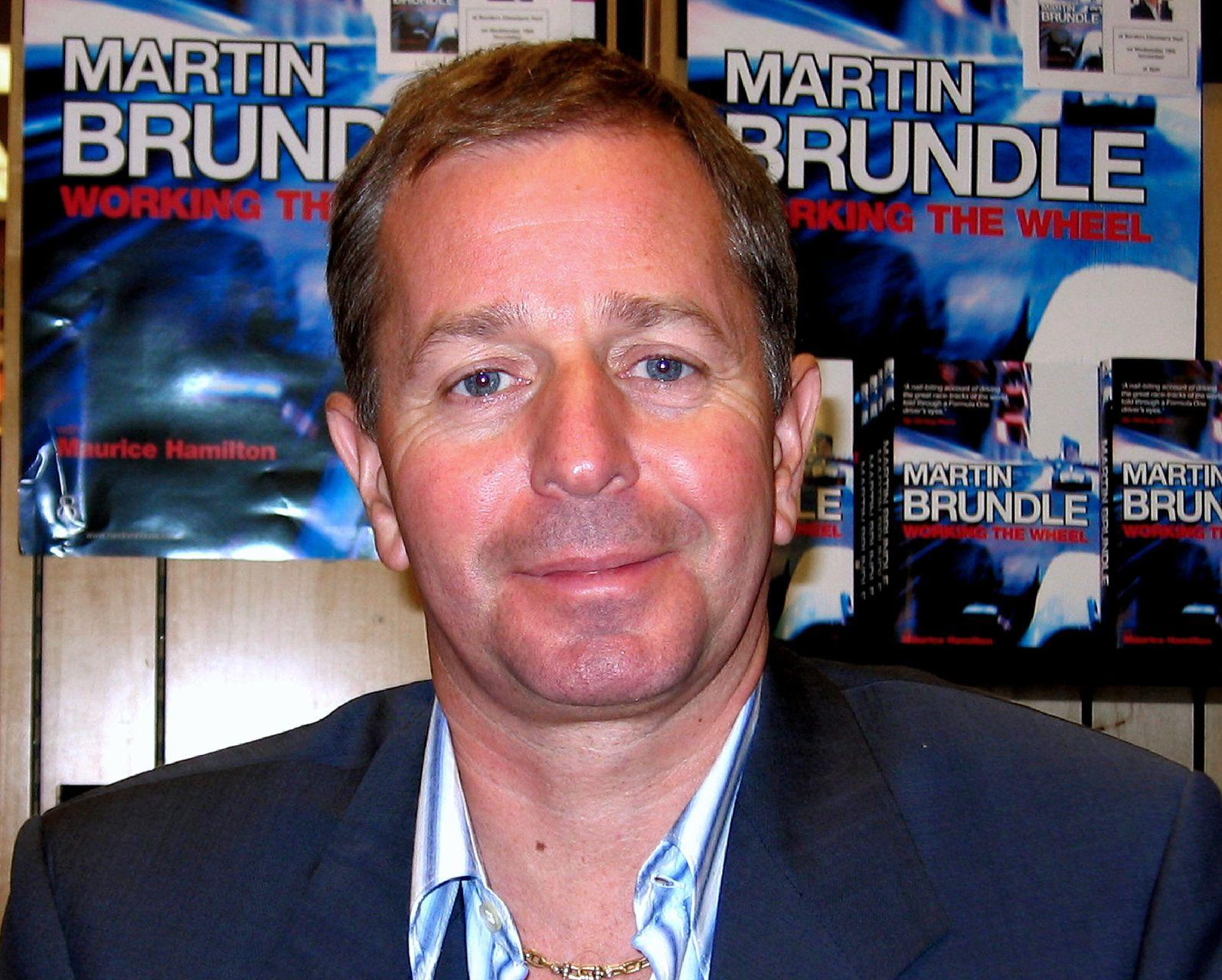
Martin Brundle incappò in un pauroso incidente durante il Gran Premio d'Australia, quando la Jordan del britannico, dopo un contatto con la Sauber del connazionale Herbert, si capovolse a quasi 200 km/h: il pilota uscì fortunatamente illeso.

La stagione iniziò il 10 marzo con il Gran Premio d'Australia, che per la prima volta si disputò sull'inedito tracciato di Albert Park. Grandi attese vi erano per un eventuale scontro al vertice tra la Williams e la Ferrari, accreditate come le favorite per la vittoria del titolo mondiale. Le qualifiche videro prevalere le vetture della scuderia inglese, con il debuttante Villeneuve in pole position, seguite da quelle della casa di Maranello, con Irvine terzo e Schumacher quarto, a causa della rottura di una bandella nell'alettone posteriore.
In gara furono necessarie due partenze a causa di un incidente avvenuto tra varie vetture e in cui la Jordan di Martin Brundle, dopo essersi capovolta, si spezzò a metà. Il pilota uscì illeso e prese parte quindi alla seconda partenza, al contrario di Johnny Herbert, anch'egli coinvolto nello scontro. Durante questa Villeneuve riuscì a mantenere la prima posizione, seguito dal compagno di squadra, Irvine e Schumacher. Pochi giri dopo il tedesco superò il compagno di squadra e si mantenne, fino al ritiro, un ritmo gara simile a quello delle due Williams. Al decimo giro Jean Alesi fu costretto al ritiro per un contatto con il ferrarista Irvine, che gli aveva chiuso la traiettoria mentre tentava il sorpasso. Dopo i pit-stop le posizioni rimasero invariate fino a che Villeneuve non ebbe problemi al cambio che lo costrinsero a cedere a Hill la prima piazza. L'inglese vinse quindi la gara, seguito dal compagno di squadra, Irvine, Berger, Häkkinen e Salo.

### Gran Premio del Brasile
Durante le qualifiche la pole venne conquistata da Damon Hill, affiancato in prima fila da Rubens Barrichello. La gara si svolse sotto una pioggia battente. Durante i primi giri vi fu un lungo duello tra Jean Alesi e Barrichello per la terza posizione, con il francese in grado di neutralizzare per tre volte nella stessa maniera gli attacchi del brasiliano. Dopo la prima sosta, poi, Alesi riuscì a guadagnare la seconda piazza con un sorpasso su Villeneuve, il quale finì anche fuori pista, venendo costretto al ritiro. Intanto Schumacher si portò in terza posizione, resistendo agli attacchi di Barrichello, costretto poi per un contatto col tedesco a ritirarsi. La gara non vide quindi altri stravolgimenti e le posizioni di testa rimasero invariate. In zona punti conclusero Häkkinen, Salo e Panis.
Hill si portò quindi a quota 20 punti, seguito dal compagno di squadra e da Alesi, fermi però a quota 6 in classifica. Dopo questa gara vi furono anche varie polemiche in casa Ferrari, riguardanti il progettista John Barnard, accusato di non essere stato in grado di creare una vettura competitiva.

### Gran Premio d'Argentina

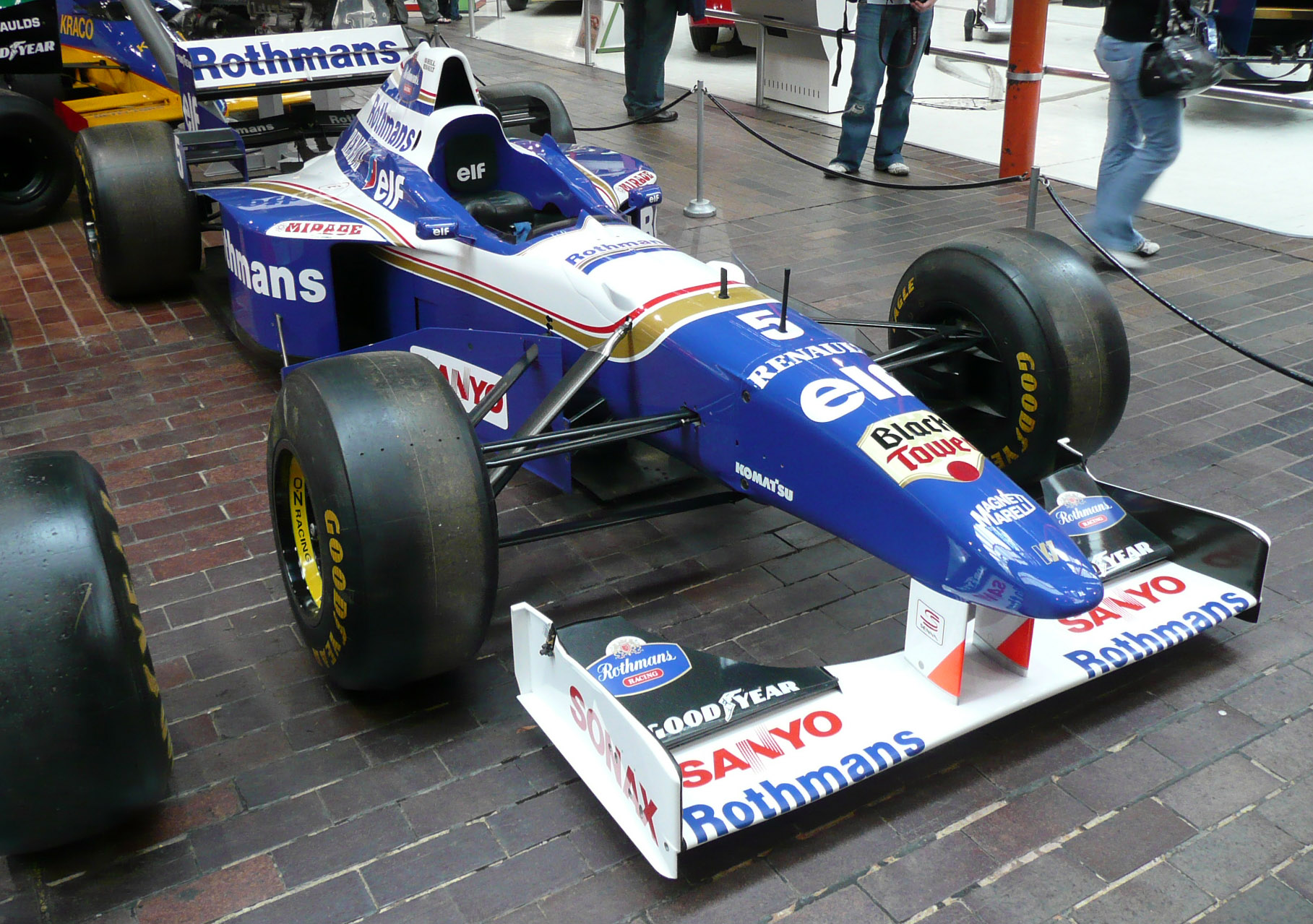
La Williams FW18 di Damon Hill. L'inglese fu autore, in questa stagione, di tre vittorie consecutive nelle prime tre gare, risultato che mancava alla sua scuderia dal 1992.

Per la seconda volta consecutiva durante le prove la prima posizione fu ottenuta da Hill, affiancato dalla Ferrari di Schumacher, quest'ultima favorito sia dalla poca benzina imbarcata che dalla conformazione del circuito. Alla partenza Villeneuve perse parecchie posizioni e si ritrovò nono; cominciò quindi una lunga rimonta. Intanto, nel gruppetto di testa non si registrarono sorpassi, nemmeno dopo la prima serie di soste. Al ventiquattresimo giro, però, Diniz agganciò in frenata la Forti di Badoer, la cui vettura si capovolse e causò l'entrata in pista della safety car. I piloti rientrarono quindi ai box per rifornire, ma durante la sosta di Diniz il tappo del serbatoio non si chiuse correttamente e la benzina fuoriuscì sulla vettura, che prese fuoco. Il brasiliano riuscì comunque ad uscire dalla sua Ligier senza conseguenze. Dopo il rientro della vettura di sicurezza si registrarono vari ritiri, tra cui quello di Michael Schumacher, a causa di un detrito lasciato dalla Jordan di Brundle, vittima a sua volta di un incidente con Tarso Marques alcuni giri prima.
In questa fase di gara, grazie ad una serie di giri veloci, Alesi riuscì ad avvicinarsi parecchio a Damon Hill, ma, nella seconda serie di pit-stop, il francese spense il motore, vanificando la sua rimonta. Rientrato al terzo posto non riuscì più ad avvicinare le due Williams. La gara vide quindi la terza vittoria consecutiva di Hill, seguito dal compagno di squadra e dal francese della Benetton. A punti giunsero poi Barrichello, Irvine e Verstappen. Dopo questa gara si parlò anche di un eventuale sostituzione a fine stagione di Hill con Frentzen, ma il team decise di non rispondere a domande riguardanti l'argomento.

### Gran Premio d'Europa
Ancora una volta la Williams monopolizzò le qualifiche piazzando le sue vettura in prima e seconda posizione, seguite da Schumacher e da Alesi. Al via Hill ebbe una cattiva partenza, rallentando anche il tedesco della Ferrari, così come il francese della Benetton, rallentato da un nuovo sistema di blocco dell'impianto frenante. Nel tentativo poi di rimontare posizioni, Alesi finì per speronare Mika Salo, ritirandosi. Intanto Villeneuve si era portato in testa, seguito da Coulthard, Barrichello, Schumacher e Hill. L'inglese superò poi il rivale tedesco pochi giri più tardi. Nel centro del gruppo Irvine, che lamentava problemi di sovrasterzo e sottosterzo,, fu protagonista di un incidente con Olivier Panis che costò il ritiro ad entrambi. Durante la prima serie di soste, poi, Hill perse parecchi secondi, mentre Schumacher rimontò, grazie ad un pit-stop velocissimo, diverse posizioni fino a trovarsi alle spalle di Villenueve.
Dopo la seconda fermata ai box, il tedesco sembrava poter riuscire a superare anche il canadese, ma fu rallentato da Coulthard e Rosset e dovette quindi accontentarsi della seconda piazza finale. Il podio venne completato dallo scozzese della McLaren, seguito da Hill, Barrichello e Brundle. Dopo questo Gran Premio, Flavio Briatore si scagliò contro i suoi piloti, accusandoli di commettere troppi errori. A questo punto del mondiale Hill era ancora in testa con 33 punti, seguito dal compagno di squadra a 22 e da Schumacher ed Alesi a 10.

### Gran Premio di San Marino

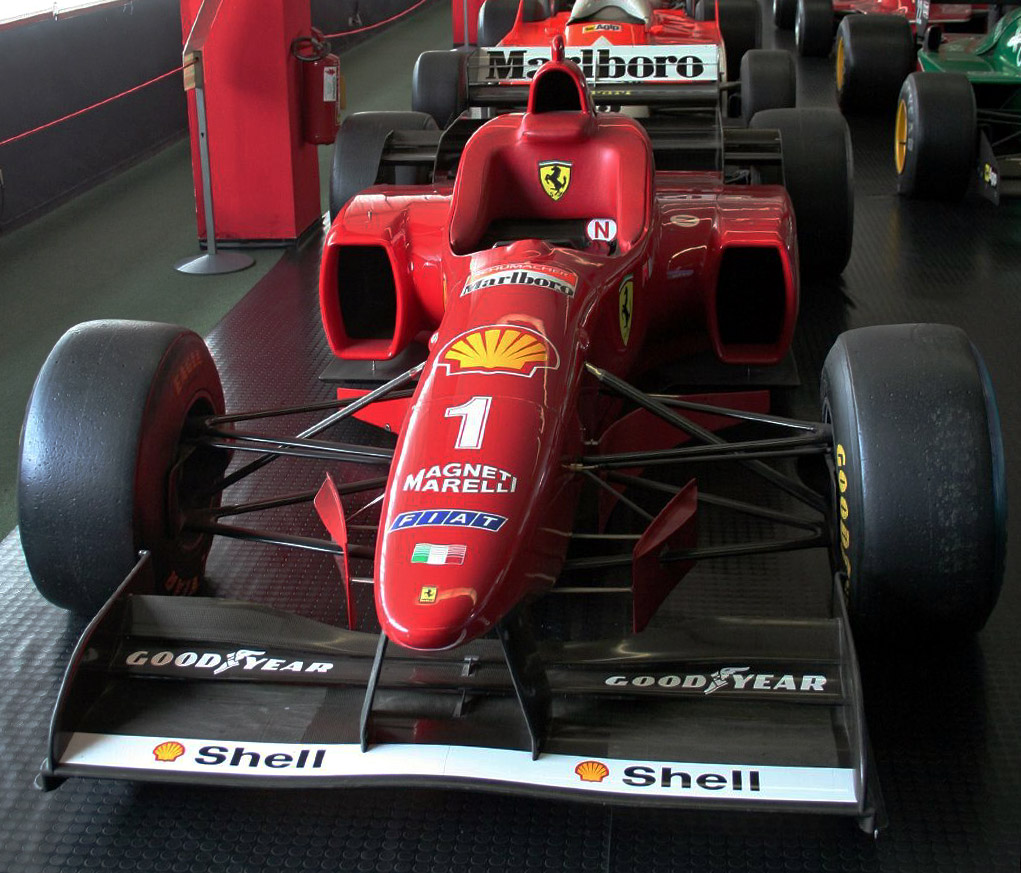
La F310 di Schumacher. Con questa vettura il pilota tedesco vinse tre Gran Premi, assicurandosi il terzo posto nella classifica piloti del 1996. Ottenne la prima vittoria con la vettura "a muso basso" e le altre due vittorie con la vettura modificata "a muso alto" (in figura).

Al Gran Premio di San Marino, per la prima volta nella stagione, la pole position fu conquistata dalla Ferrari di Michael Schumacher, anche grazie ad un motore molto potente utilizzato solamente per le qualifiche e a varie modifiche nella veste aerodinamica della vettura. Al via Coulthard si portò in testa, seguito da Hill e dal tedesco della Ferrari. Intanto Alesi, scattato velocissimo, piegava una sospensione in un contatto con Villeneuve, costretto poi a rientrare ai box per una foratura. Dopo pochi giri Schumacher riuscì a sopravanzare l'inglese della Williams, portandosi in seconda posizione. Durante le soste ai box, poi, Verstappen partì prima che il rifornimento fosse completato, trascinandosi dietro un meccanico, che riportò poi una ferita ad una spalla.
Intanto, nelle posizioni di testa, Coulthard fu costretto al ritiro, mentre Schumacher, attardato di oltre venti secondi da Hill, cominciò a guadagnare diversi secondi sul leader della gara, fino a quando non si trovò bloccato dalle vetture di Häkkinen e Diniz, in lotta tra loro e, per questa causa, perse oltre quindici secondi. Hill vinse quindi il Gran Premio seguito da Schumacher, Berger, Irvine, Barrichello e Alesi. L'inglese guidava quindi la classifica piloti con 43 punti, seguito da Villeneuve fermo a quota 22 e dal tedesco della Ferrari a 16.

### Gran Premio di Monaco

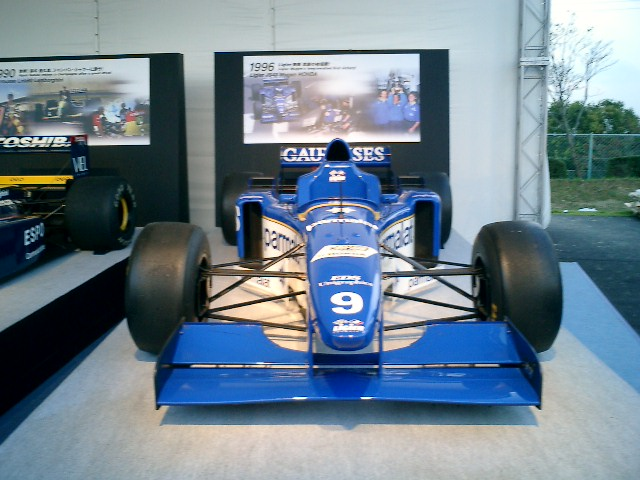
La Ligier JS43, vettura con cui Panis vinse il Gran Premio di Monaco. La vittoria mancava al team francese dal 1981.

Ancora una volta la pole position venne conquistata da Michael Schumacher, che precedette Hill e le due Benetton. Al via, però, il tedesco sbagliò la partenza e venne superato dal rivale inglese. Durante il primo giro, nel tentativo di riconquistare la testa della corsa, il ferrarista scivolò su un cordolo andando a colpire un guard rail e ritirandosi. In seconda posizione si portò quindi Alesi, seguito dal compagno di squadra Berger, che, però, dopo fu costretto dopo poco al ritiro per problemi al cambio, e da Eddie Irvine. Dopo la prima serie di pit-stop le prime posizioni rimasero invariate, mentre Panis cominciò a rimontare varie posizioni. Poco prima del quarantesimo passaggio il francese della Ligier superò il ferrarista portandosi in terza piazza e al 41º giro riuscì ad occupare la seconda posizione grazie al ritiro del leader della corsa Damon Hill, fermato da problemi al motore.
Alesi intanto guidava la corsa, ma fu costretto anch'egli al ritiro a causa di un problema ad una sospensione. Panis riuscì quindi a vincere la sua unica corsa in carriera, precedendo Coulthard ed Herbert. Il traguardo fu tagliato da sole tre vetture, evento che non accadeva dal 1931. In classifica piloti e costruttori non cambiarono i distacchi visti i ritiri di tutti i piloti di testa.

### Gran Premio di Spagna
Durante le qualifiche Damon Hill ottenne i migliori tempi, girando in 1:20.650 e stabilendo il nuovo record sul giro. Precedeva Villeneuve, Schumacher e le due Benetton. Già dalla serata di sabato sul circuito catalano cominciò a cadere una forte pioggia, che continuò fino a domenica pomeriggio; vista la situazione alcuni piloti chiesero il rinvio della partenza e inizialmente si prevedeva di far partire la gara dietro alla safety car, ma successivamente, siccome il circuito era dotato di moderni sistemi di drenaggio dell'acqua, si decise di dare il via regolarmente alla gara.
Il via fu costellato da vari incidenti, con Villeneuve in grado di portarsi in testa seguito da Alesi. Schumacher, che aveva avuto problemi alla frizione si ritrovò settimo. Dopo pochi passaggi si ritirarono Hill e Irvine, mentre il tedesco della Ferrari, che era il più veloce in pista, cominciò a rimontare portandosi in testa e girando tre secondi più veloce dei suoi inseguitori, anche se a partire da metà gara venne rallentato da problemi al motore. Grazie alle soste ai box Alesi riuscì a portarsi in seconda posizione, passando Villeneuve, mentre Barrichello, Berger e Verstappen vennero uno a uno costretti al ritiro mentre si trovavano in zona punti. Schumacher vinse quindi la sua prima gara con la Ferrari davanti al francese e al canadese. Chiudevano la zona punti Frentzen, Häkkinen e Diniz.
Nonostante il ritiro Hill manteneva la testa della graduatoria con 43 punti, precedendo Schumacher e Villeneuve, entrambi a quota 26.

## Classifiche

### Sistema di punteggio
| Posizione | 1ª | 2ª | 3ª | 4ª | 5ª | 6ª |
| Punti     | 10 | 6  | 4  | 3  | 2  | 1  |

### Classifica Piloti
| Pos. | Pilota                |     |     |     |     |     |     |     |     |     |     |     |     |     |     |     |     | Punti |
| ---- | --------------------- | --- | --- | --- | --- | --- | --- | --- | --- | --- | --- | --- | --- | --- | --- | --- | --- | ----- |
| 1    | Damon Hill            | 1   | 1   | 1   | 4   | 1   | Rit | Rit | 1   | 1   | Rit | 1   | 2   | 5   | Rit | 2   | 1   | 97    |
| 2    | Jacques Villeneuve    | 2   | Rit | 2   | 1   | 11  | Rit | 3   | 2   | 2   | 1   | 3   | 1   | 2   | 7   | 1   | Rit | 78    |
| 3    | Michael Schumacher    | Rit | 3   | Rit | 2   | 2   | Rit | 1   | Rit | NP  | Rit | 4   | 9*  | 1   | 1   | 3   | 2   | 59    |
| 4    | Jean Alesi            | Rit | 2   | 3   | Rit | 6   | Rit | 2   | 3   | 3   | Rit | 2   | 3   | 4   | 2   | 4   | Rit | 47    |
| 5    | Mika Häkkinen         | 5   | 4   | Rit | 8   | 8*  | 6*  | 5   | 5   | 5   | 3   | Rit | 4   | 3   | 3   | Rit | 3   | 31    |
| 6    | Gerhard Berger        | 4   | Rit | Rit | 9   | 3   | Rit | Rit | Rit | 4   | 2   | 13* | Rit | 6   | Rit | 6   | 4   | 21    |
| 7    | David Coulthard       | Rit | Rit | 7   | 3   | Rit | 2   | Rit | 4   | 6   | 5   | 5   | Rit | Rit | Rit | 13  | 8   | 18    |
| 8    | Rubens Barrichello    | Rit | Rit | 4   | 5   | 5   | Rit | Rit | Rit | 9   | 4   | 6   | 6   | Rit | 5   | Rit | 9   | 14    |
| 9    | Olivier Panis         | 7   | 6   | 8   | Rit | Rit | 1   | Rit | Rit | 7   | Rit | 7   | 5   | Rit | Rit | 10  | 7   | 13    |
| 10   | Eddie Irvine          | 3   | 7   | 5   | Rit | 4   | 7*  | Rit | Rit | Rit | Rit | Rit | Rit | Rit | Rit | 5   | Rit | 11    |
| 11   | Martin Brundle        | Rit | 12* | Rit | 6   | Rit | Rit | Rit | 6   | 8   | 6   | 10  | Rit | Rit | 4   | 9   | 5   | 8     |
| 12   | Heinz-Harald Frentzen | 8   | Rit | Rit | Rit | Rit | 4*  | 4   | Rit | Rit | 8   | 8   | Rit | Rit | Rit | 7   | 6   | 7     |
| 13   | Mika Salo             | 6   | 5   | Rit | SQ  | Rit | 5*  | SQ  | Rit | 10  | 7   | 9   | Rit | 7   | Rit | 11  | Rit | 5     |
| 14   | Johnny Herbert        | Rit | Rit | 9   | 7   | Rit | 3   | Rit | 7   | SQ  | 9   | Rit | Rit | Rit | 9*  | 8   | 10  | 4     |
| 15   | Pedro Paulo Diniz     | 10  | 8   | Rit | 10  | 7   | Rit | 6   | Rit | Rit | Rit | Rit | Rit | Rit | 6   | Rit | Rit | 2     |
| 16   | Jos Verstappen        | Rit | Rit | 6   | Rit | Rit | Rit | Rit | Rit | Rit | 10  | Rit | Rit | Rit | 8   | Rit | 11  | 1     |
| 17   | Ukyo Katayama         | 11  | 9   | Rit | SQ  | Rit | Rit | Rit | Rit | Rit | Rit | Rit | 7   | 8   | 10  | 12  | Rit | 0     |
| 18   | Ricardo Rosset        | 9   | Rit | Rit | 11  | Rit | Rit | Rit | Rit | 11  | Rit | 11  | 8   | 9   | Rit | 14  | 13  | 0     |
| 19   | Giancarlo Fisichella  | Rit |     |     | 13  | Rit | Rit | Rit | 8   | Rit | 11  |     |     |     |     |     |     | 0     |
| 20   | Pedro Lamy            | Rit | 10  | Rit | 12  | 9   | Rit | Rit | Rit | 12  | Rit | 12  | Rit | 10  | Rit | 16  | 12  | 0     |
| 21   | Luca Badoer           | NQ  | 11  | Rit | NQ  | 10  | Rit | NQ  | Rit | Rit | NQ  |     |     |     |     |     |     | 0     |
| 22   | Giovanni Lavaggi      |     |     |     |     |     |     |     |     |     |     | NQ  | 10* | NQ  | Rit | 15  | NQ  | 0     |
| 23   | Andrea Montermini     | NQ  | Rit | 10  | NQ  | NQ  | NP  | NQ  | Rit | Rit | NQ  |     |     |     |     |     |     | 0     |
| 24   | Tarso Marques         |     | Rit | Rit |     |     |     |     |     |     |     |     |     |     |     |     |     | 0     |
| Pos. | Pilota                |     |     |     |     |     |     |     |     |     |     |     |     |     |     |     |     | Punti |

| Legenda | 1º posto     | 2º posto | 3º posto    | A punti         | Senza punti/Non class.  | Grassetto – Pole position Corsivo – Giro più veloce |
| Legenda | Squalificato | Ritirato | Non partito | Non qualificato | Solo prove/Terzo pilota | Grassetto – Pole position Corsivo – Giro più veloce |

* Indica quei piloti che non hanno terminato la gara ma sono ugualmente classificati avendo coperto, come previsto dal regolamento, almeno il 90% della distanza totale.

### Classifica Costruttori
| Posizione | Costruttore      | Pilota      | AUS | BRA | ARG | EUR | SMR | MON | SPA | CAN | FRA | GBR | GER | UNG | BEL | ITA | POR | GIA | Punti |
| --------- | ---------------- | ----------- | --- | --- | --- | --- | --- | --- | --- | --- | --- | --- | --- | --- | --- | --- | --- | --- | ----- |
| 1         | Williams-Renault | Hill        | 1   | 1   | 1   | 4   | 1   | Rit | Rit | 1   | 1   | Rit | 1   | 2   | 5   | Rit | 2   | 1   | 175   |
| 1         | Williams-Renault | Villeneuve  | 2   | Rit | 2   | 1   | 11  | Rit | 3   | 2   | 2   | 1   | 3   | 1   | 2   | 7   | 1   | Rit | 175   |
| 2         | Ferrari          | Schumacher  | Rit | 3   | Rit | 2   | 2   | Rit | 1   | Rit | NP  | Rit | 4   | 9   | 1   | 1   | 3   | 2   | 70    |
| 2         | Ferrari          | Irvine      | 3   | 7   | 5   | Rit | 4   | 7   | Rit | Rit | Rit | Rit | Rit | Rit | Rit | Rit | 5   | Rit | 70    |
| 3         | Benetton-Renault | Alesi       | Rit | 2   | 3   | Rit | 6   | Rit | 2   | 3   | 3   | Rit | 2   | 3   | 4   | 2   | 4   | Rit | 68    |
| 3         | Benetton-Renault | Berger      | 4   | Rit | Rit | 9   | 3   | Rit | Rit | Rit | 4   | 2   | 13  | Rit | 6   | Rit | 6   | 4   | 68    |
| 4         | McLaren-Mercedes | Häkkinen    | 5   | 4   | Rit | 8   | 8   | 6   | 5   | 5   | 5   | 3   | Rit | 4   | 3   | 3   | Rit | 3   | 49    |
| 4         | McLaren-Mercedes | Coulthard   | Rit | Rit | 7   | 3   | Rit | 2   | Rit | 4   | 6   | 5   | 5   | Rit | Rit | Rit | 13  | 8   | 49    |
| 5         | Jordan-Peugeot   | Barrichello | Rit | Rit | 4   | 5   | 5   | Rit | Rit | Rit | 9   | 4   | 6   | 6   | Rit | 5   | Rit | 9   | 22    |
| 5         | Jordan-Peugeot   | Brundle     | Rit | 12  | Rit | 6   | Rit | Rit | Rit | 6   | 8   | 6   | 10  | Rit | Rit | 4   | 9   | 5   | 22    |
| 6         | Ligier-Mugen     | Panis       | 7   | 6   | 8   | Rit | Rit | 1   | Rit | Rit | 7   | Rit | 7   | 5   | Rit | Rit | 10  | 7   | 15    |
| 6         | Ligier-Mugen     | Diniz       | 10  | 8   | Rit | 10  | 7   | Rit | 6   | Rit | Rit | Rit | Rit | Rit | Rit | 6   | Rit | Rit | 15    |
| 7         | Sauber-Ford      | Herbert     | Rit | Rit | 9   | 7   | Rit | 3   | Rit | 7   | SQ  | 9   | Rit | Rit | Rit | 9   | 8   | 10  | 11    |
| 7         | Sauber-Ford      | Frentzen    | 8   | Rit | Rit | Rit | Rit | 4   | 4   | Rit | Rit | 8   | 8   | Rit | Rit | Rit | 7   | 6   | 11    |
| 8         | Tyrrell-Yamaha   | Katayama    | 11  | 9   | Rit | SQ  | Rit | Rit | Rit | Rit | Rit | Rit | Rit | 7   | 8   | 10  | 12  | Rit | 5     |
| 8         | Tyrrell-Yamaha   | Salo        | 6   | 5   | Rit | SQ  | Rit | 5   | SQ  | Rit | 10  | 7   | 9   | Rit | 7   | Rit | 11  | Rit | 5     |
| 9         | Footwork-Hart    | Rosset      | 9   | Rit | Rit | 11  | Rit | Rit | Rit | Rit | 11  | Rit | 11  | 8   | 9   | Rit | 14  | 13  | 1     |
| 9         | Footwork-Hart    | Verstappen  | Rit | Rit | 6   | Rit | Rit | Rit | Rit | Rit | Rit | 10  | Rit | Rit | Rit | 8   | Rit | 11  | 1     |
| 10        | Minardi-Ford     | Lamy        | Rit | 10  | Rit | 12  | 9   | Rit | Rit | Rit | 12  | Rit | 12  | Rit | 10  | Rit | 16  | 12  | 0     |
| 10        | Minardi-Ford     | Fisichella  | Rit |     |     | 13  | Rit | Rit | Rit | 8   | Rit | 11  |     |     |     |     |     |     | 0     |
| 10        | Minardi-Ford     | Marques     |     | Rit | Rit |     |     |     |     |     |     |     |     |     |     |     |     |     | 0     |
| 10        | Minardi-Ford     | Lavaggi     |     |     |     |     |     |     |     |     |     |     | NQ  | 10  | NQ  | Rit | 15  | NQ  | 0     |
| 11        | Forti-Ford       | Badoer      | NQ  | 11  | Rit | NQ  | 10  | Rit | NQ  | Rit | Rit | NQ  |     |     |     |     |     |     | 0     |
| 11        | Forti-Ford       | Montermini  | NQ  | Rit | 10  | NQ  | NQ  | NP  | NQ  | Rit | Rit | NQ  |     |     |     |     |     |     | 0     |
| Posizione | Costruttore      | Pilota      | AUS | BRA | ARG | EUR | SMR | MON | SPA | CAN | FRA | GBR | GER | UNG | BEL | ITA | POR | GIA | Punti |